# الفيليبيات

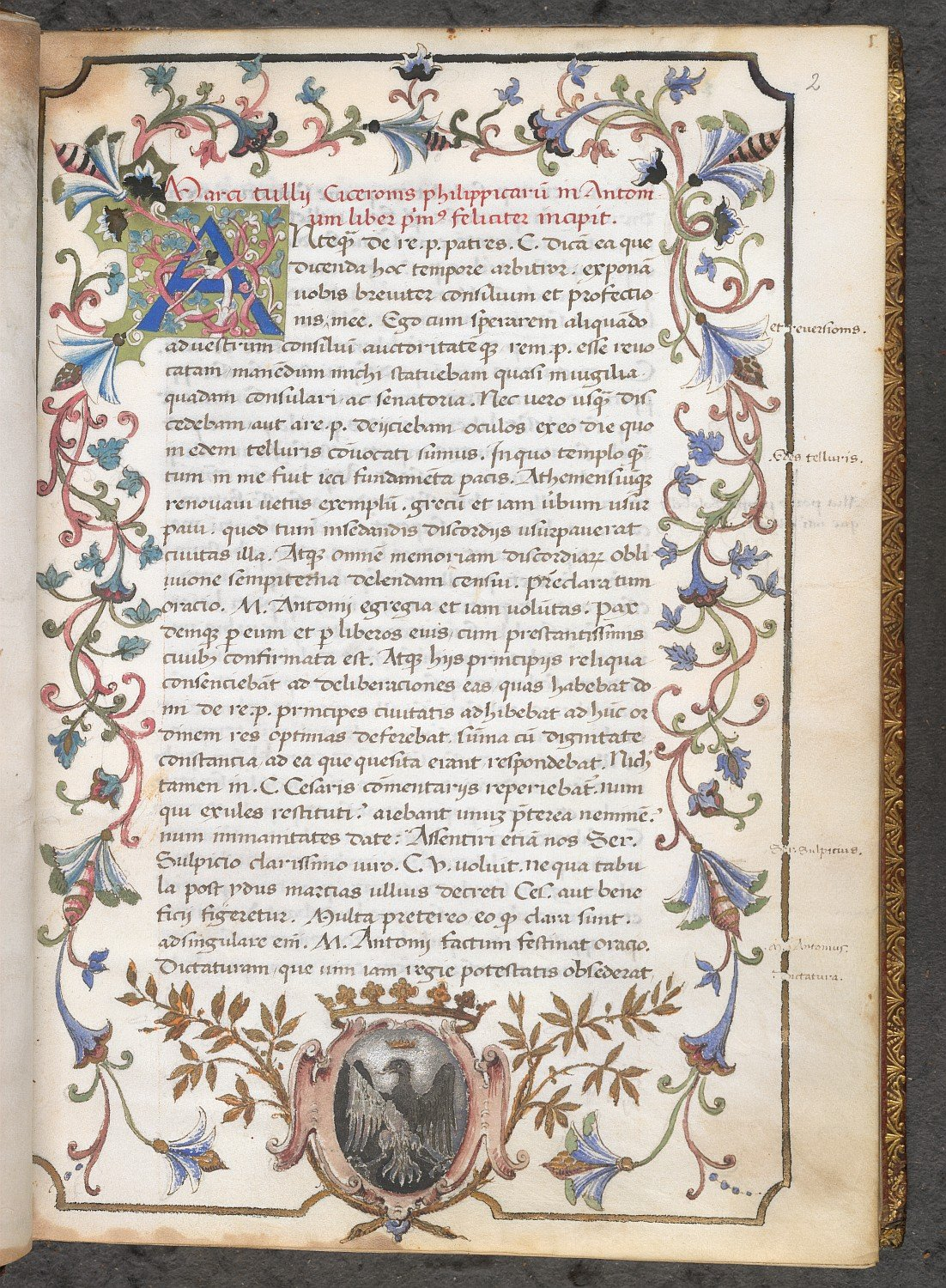
شيشرون فايلبيكي، مخطوطة من القرن الخامس عشر، المكتبة البريطانية

الفيليبيات أو فيليبيك (والتي تعني حرفيًا خطاب شيشرون التنديدي ضدَّ مارك انطونيوس) هي سلسلة من 14 كلمة ألقاها شيشرون بإدانة مارك انطونيوس في 44 و 43 ق.م. شبه شيشرون هذه الخطب بالخطاب التنديدي لـ ديموستيني (Ad Atticus، 2.1.3)، التي كان ديموستيني قد ألقاها ضد فيليب المقدوني. تم تصميم الخاص الثاني لشيشرون في الواقع على شكل Demosthenes 'De Corona (' على التاج ').

## روابط خارجية
- Perseus Project English translation Orations: The fourteen orations against Marcus Antonius (Philippics), C. D. Yonge, editor
- The Philippic Speeches in the Latin Library